# هرگز دست از تو برنخواهم داشت
«هرگز دست از تو برنخواهم داشت» (به انگلیسی: Never Gonna Give You Up) اولین تک‌آهنگ ضبط شده توسط خواننده و ترانه‌سرا انگلیسی ریک استلی است که در ۲۷ ژوئیه ۱۹۸۷ منتشر شد. این آهنگ توسط Stock Aitken Waterman نوشته و تهیه‌شده بود و توسط آرسی‌ای رکوردز و بی‌ام‌جی رایتز منیج‌منت به عنوان اولین تک آهنگ از آستلی منتشر شد. اولین آلبوم، هر زمان که به کسی نیاز داری (۱۹۸۷) این آهنگ در ابتدا در بریتانیا در سال ۱۹۸۷، در ابتدا در بریتانیا در سال ۱۹۸۷ موفق به کسب رتبه اول شد، جایی که به مدت پنج هفته در صدر جدول ماند و پرفروش‌ترین آهنگ آن بود. در نهایت در ۲۵ کشور از جمله ایالات متحده و آلمان غربی در صدر جدول قرار گرفت و برنده بهترین تک‌آهنگ بریتانیا در جوایز بریت ۱۹۸۸ شد. این آهنگ به عنوان آهنگ امضای آستلی در نظر گرفته می‌شود و اغلب در پایان پخش کنسرت‌های زنده‌اش استفاده می‌شود.
موزیک ویدیوی این آهنگ، به کارگردانی سایمون وست، از سال ۲۰۰۷ به دلیل استفاده از میم اینترنتی «ریک‌رول کردن» که در آن کاربری که انتظار محتوای کاملاً نامرتبط را دارد، ویدیو را نمایش می‌دهد، محبوبیت زیادی پیدا کرد. در سال ۲۰۰۸، آستلی جایزه موسیقی ام‌تی‌وی اروپا را برای بهترین بازیگری که تا به حال انجام داده بود، با این آهنگ، در نتیجه کمپین جمعی هزاران نفر در اینترنت، برد. در سال ۲۰۱۹، آستلی نسخه «Pianoforte» از این آهنگ را برای آلبوم خود بهترین من ضبط و منتشر کرد که دارای یک تنظیم جدید پیانو است. در سال ۲۰۲۳، مجله بیلبورد "Never Gonna Give You Up" را در بین ۵۰۰ بهترین آهنگ پاپ تمام دوران قرار داد.
این تک‌آهنگ در چارت‌های سوئد، فلاندرز، آلمان، نیوزلند و نروژ در رتبه اول، و در چارت‌های فرانسه، اتریش و سوئیس جزو ده ترانه اول قرار گرفت.